# تیمور ممدوف
تیمور ممدوف (انگلیسی: Teymur Mammadov؛ زادهٔ ۱۱ ژانویهٔ ۱۹۹۳) ورزشکار بوکس اهل جمهوری آذربایجان است.
وی در مسابقات کشوری و بین‌المللی در مجموع برندهٔ ۳ مدال طلا، ۲ مدال نقره، ۲ مدال برنز شده‌است.